# Sobre la sublimitat
El Tractat sobre la sublimitat (grec antic: Περὶ Ὕψους, Perì Hýpsous) és, juntament amb la Poètica d'Aristòtil, una de les obres més importants de l'estètica de l'antiguitat. D'autor anònim, el tractat és una llarga discussió sobre la sublimitat, l'estil retòric considerat elevat, que té el propòsit d'encanterinar l'audiència, tocant les sensacions i les emocions (pathos).

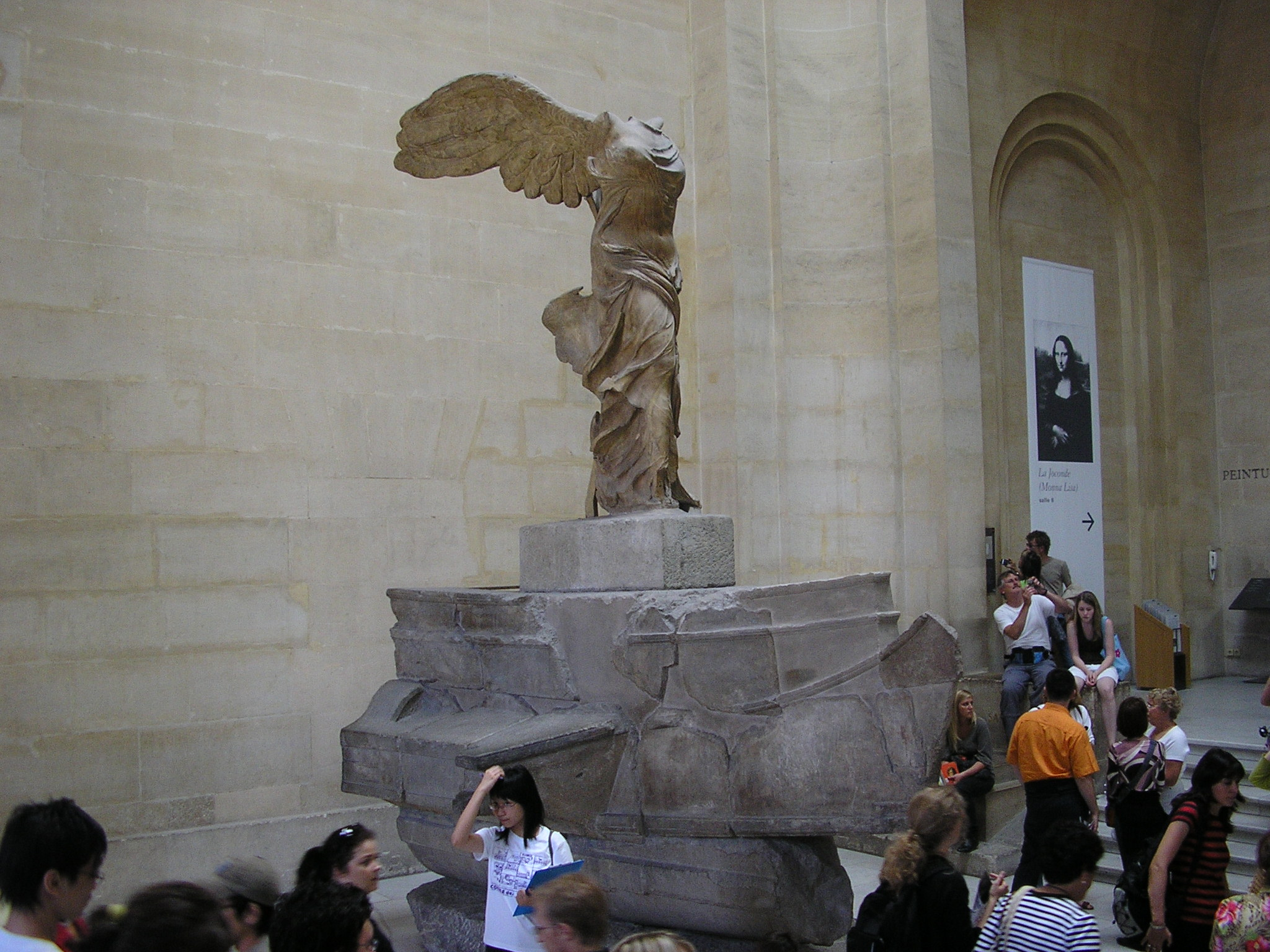
La Victòria de Samotràcia, una representació plàstica sublim

## Paternitat i datació de l'obra

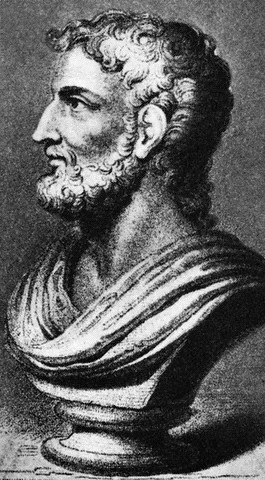
Corneli Tàcit, el pensament del qual era proper al de l'autor de Sobre la sublimitat

Una qüestió difícil de resoldre es relaciona amb la identitat de l'autor, que continua sent desconeguda: en les fonts antigues mai se n'esmenta el nom, i això crea incertesa en l'assignació del tractat. A la capçalera del manuscrit més antic, el Parisinus Graecus 2036 del s. X, i també en altres manuscrits, com el Vaticà Graecus 285 del s. XVI (que conté un fragment del tractat), s'observà per primera vegada al 1808 per Girolamo Amati que en la taula de contingut de la llista mostra les paraules Dionisi Longinus (Διονισίου ἤ Λογγίνου), la qual cosa demostra que fins i tot en el moment en què es transcriu (s. X) s'havia perdut la memòria de l'autor, la identitat del qual es fabrica fonent els noms de dos oradors eminents de l'època imperial, Dionís d'Halicarnàs i Cassi Longinus (perquè a voltes l'autor s'hi refereix com Pseudo-Longinus).
Aquesta atribució, però, és difícil de sostenir: Dionís mantenia posicions irreconciliables amb les expressades en el tractat, mentre que per a Longinus la dificultat és purament cronològica. En el tractat és evident una intenció polèmica contra Cecili Calactí, autor que visqué en el s. l ae, i com Cassi Longinus va viure al s. III, sembla poc probable que pogués haver escrit Sobre la sublimitat per refutar un autor més antic de quatre segles abans. A més, un altre argument en contra de l'atribució a Longinus és el fet que el text esmenta autors que visqueren pel cap baix al s. I aC. (Els més recents en són Ciceró i Teodor de Gadara, aquest darrer sembla que visqué fins a almenys 6 aC, i la Suïda el situa al 33 ae). El treball acaba amb una dissertació sobre la corrupció de l'eloqüència, típica de l'època en què vivien autors com ara Tàcit, Petroni i Quintilià, que, cadascú a la seua manera, tracten aquest tema.
A més d'aquests dos, s'hi proposen altres noms. Entre aquests, Ermagora, retòric que visqué a Roma al s. I de, conegut per ser alumne de Teodor de Gadara, al qual Augusto Rostagni n'atribueix l'autoria perquè s'hi esmenta una vegada a Teodor: aquesta cita seria una prova del fet que l'anònim era deixeble de Teodor i serveix per a datar el tractat. Però l'atribució és dubtosa pel fet que la Suïda el presenta com un deixeble de Cecili Calactí, en oposició al treball contra el qual s'escrigué el tractat.
Una altra hipòtesi es refereix a Eli Teó, en els Exercicis de veu del qual hi ha idees relacionades amb les de Sobre la sublimitat; en aquest cas, s'oposa a la imputació proposada per Italo Llana el fet que Teó comparteix les doctrines -la teoria de l'estatus- de Cecili de Calactí. H. Richards avança en el seu lloc el nom de Pompeu Geminus, al qual Dionís d'Halicarnàs dedica l'epístola literària que va al seu nom. Altres hipòtesis menors són: Plutarc (Vaucher), Dió Crisòstom (Herrmann), Dionís de Pèrgam (B. Weiske), etc.
Hui dia, però, la discussió sobre la identitat de l'anònim ha perdut importància, i la crítica és unànime a situar l'obra al primer segle de.

## Contingut
Sobre la sublimitat és un tractat d'estètica i de crítica literària. Està escrit en forma epistolar i la part final, possiblement relacionada amb la retòrica, s'ha perdut.

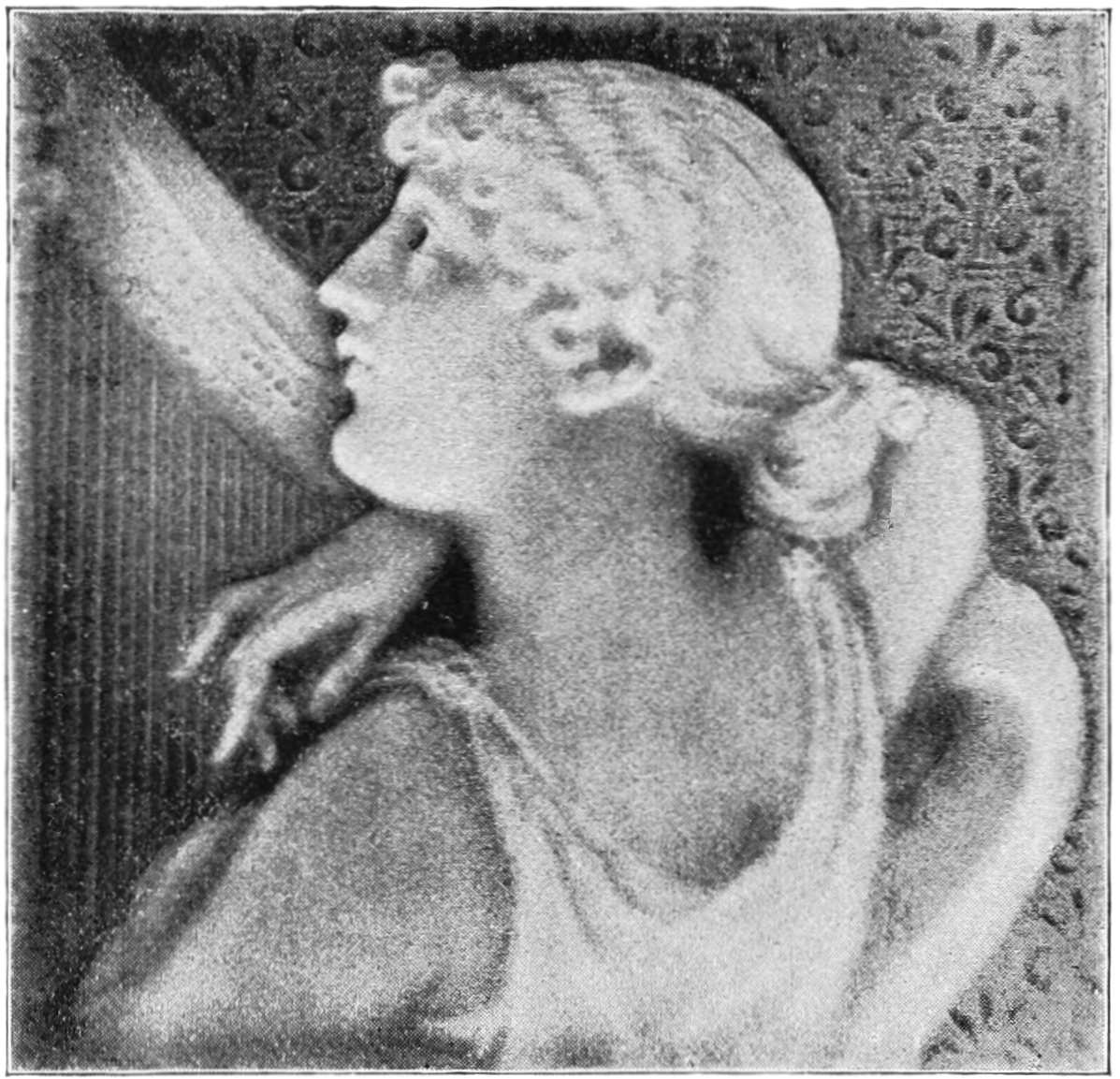
L'obra de Safo és un dels exemples inclosos en Sobre la sublimitat

El tractat es dedica a Posthumius Terentianus, una figura romana i pública culta, tot i que poc se'n sap. Sobre la sublimitat és un compendi d'exemples literaris, amb prop de 50 autors que abasten mil anys, esmentats o citats. Juntament amb els exemples esperats d'Homer i altres figures de la cultura grega, Longinus es refereix a un passatge del Gènesi, que és prou inusual al s. I:
```
"Un efecte semblant aconseguí el legislador dels jueus; no és un geni, ja que tots dos entengueren i donaren expressió al poder de la deïtat com es mereixia, quan escrigué al començament de les seues lleis, i cite les seues paraules: "Déu digué: "Que es faça la llum, i se'n feu. Que hi haja terra, i n'hi hagué"".
```

```
- 
Sobre la sublimitat
, 9.9
```

Donada la referència positiva al Gènesi, se suposa que l'autor és un jueu hel·lenitzat o familiaritzat amb la cultura jueva. Com a tal emfasitza que, per a ser un escriptor veritablement gran, l'autor ha de tenir "excel·lència moral". Els crítics especulen que Longinus evità la publicació en el món antic "per modèstia o per motius prudencials". A més, Longinus remarca que els escriptors transgressors no són necessàriament ximples descarats, fins i tot si accepten riscos literaris que semblen "audaços, sense llei i originals". Quant a la subjectivitat social, Longinus reconeix que la llibertat promou l'esperit i l'esperança; d'acord amb Longinus, "mai un esclau serà un orador". D'altra banda, massa luxe i riquesa condueixen a una decadència en l'eloqüència, i aquesta és l'objectiu de l'escriptor sublim.

### La sublimitat

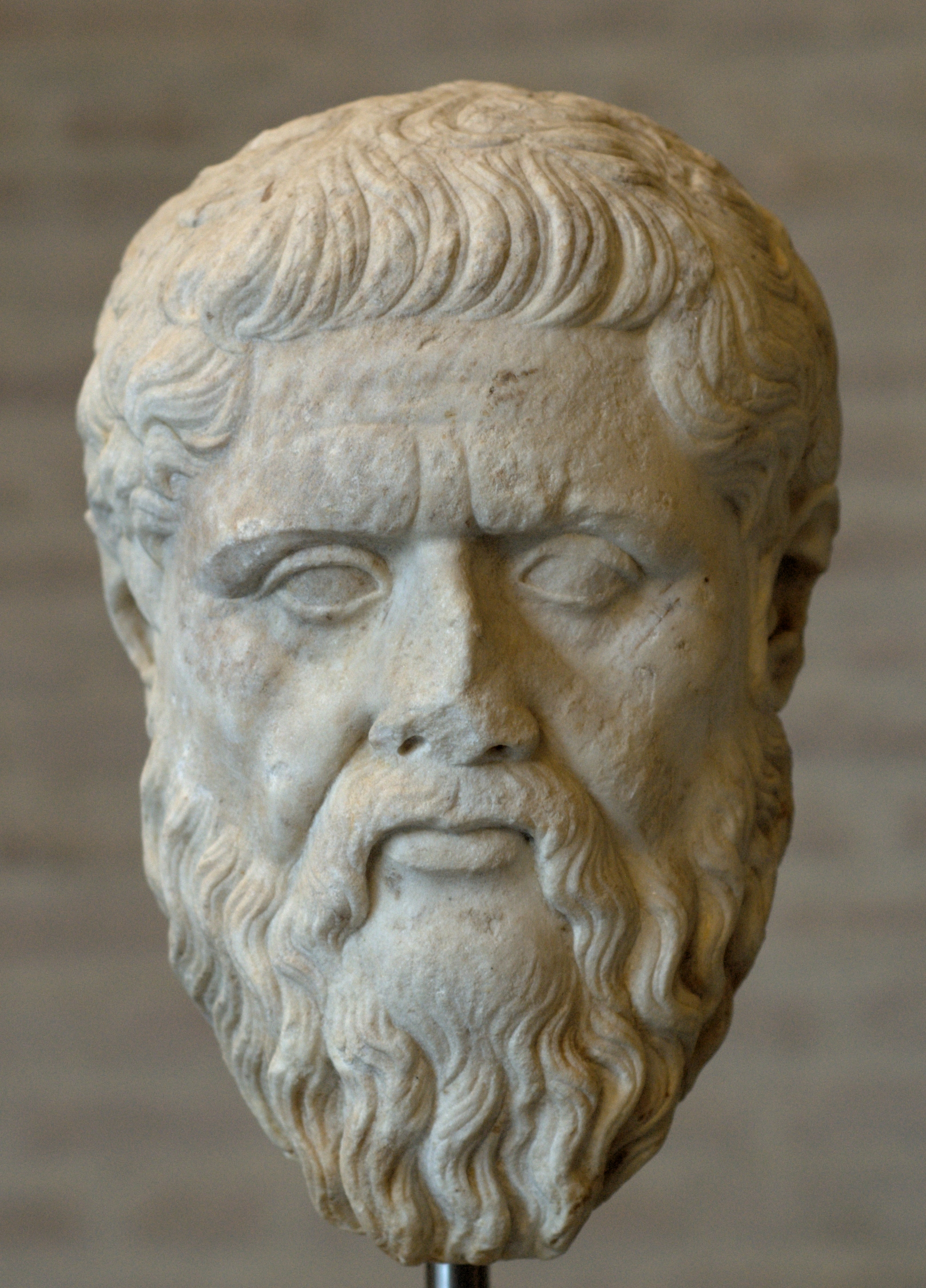
Plató és el principal referent de l'autor de Sobre la sublimitat

Longinus aplaudeix críticament i condemna certes obres literàries com a exemples d'estils d'escriptura bons o dolents, i promou una "elevació d'estil" i una "simplicitat", com ara: "la primera i més important font de sublimitat és el poder de formar grans concepcions". El concepte de la sublimitat se sol acceptar per referir-se a un estil d'escriptura que s'eleva "per sobre de l'ordinari". Longinus estableix cinc fonts de sublimitat: "grans pensaments, emocions fortes, certes figures del pensament i la parla, dicció noble i ús de paraules dignes".
Els efectes de la sublimitat són: pèrdua de la racionalitat, una alienació que condueix a la identificació amb el procés creatiu de l'artista, una emoció fonda i exaltació. Un exemple sublim (que l'autor cita en l'obra) és un poema de Safo, l'Oda a la gelosia. L'objectiu d'un escriptor no és expressar sentiments buits, sinó despertar emocions en la seua audiència.
En el tractat, l'autor afirma que "la sublimitat duu als oïdors no a la persuasió, sinó a l'èxtasi: perquè allò meravellós sempre unit a una sensació de consternació, i preval sobre el que és només convincent o delitós; la persuasió, com la regla, està a l'abast de tots, mentre que la sublimitat, donant a la parla un poder i una força invencibles, s'eleva sobre cada oïdor".
Segons aquesta declaració, es podria pensar que la sublimitat, per a Longinus, era un moment d'evasió de la realitat. Per contra, pensava que la literatura podia modelar una ànima, i que una ànima podia vessar-se en una obra d'art. Així, el tractat es converteix no sols en un text de recerca literària, sinó també en una dissertació ètica, perquè la sublimitat esdevé el producte d'una gran ànima (μεγαλοφροσύνης ἀπήχημα, megalophrosunēs apēchēdt.). Les fonts de la sublimitat són de dos tipus: innates ("aspiració a conceptes vigorosos" i "passió forta i entusiasta") i adquiribles (dispositius retòrics, elecció del lèxic correcte i "composició digna i elevada").

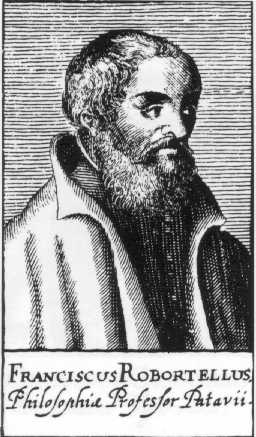
Francesco Robortello fou l'introductor de l'obra en el Renaixement

### Decadència de la retòrica
L'autor també parla de la decadència de l'oratòria, com a resultat no sols de l'absència de llibertat personal, sinó també de la corrupció moral, que en conjunt destrueixen aquest elevat esperit que genera la sublimitat. Per tant, el tractat se centra en la controvèrsia ardent que sorgí al s. I de en la literatura llatina. Si Petroni assenyalà l'excés de retòrica i les tècniques pomposes i antinaturals de les escoles d'eloqüència com a causes de la decadència, Tàcit estava més prop de Longinus en pensar que l'arrel d'aquesta decadència era l'establiment de l'imperi, que tot i que havia dut estabilitat i pau, també donava lloc a la censura i posava fi a la llibertat d'expressió. Per tant, l'oratòria s'havia convertit simplement en un exercici d'estil.

### Traduccions i dades perdudes
Els traductors no han pogut interpretar clarament el text, inclòs el títol. La "sublimitat" del títol ha estat traduïda de diverses maneres, per incloure sentits d'elevació i estil excel·lent. La paraula sublimitat, argumenta Rhys Roberts, és enganyosa, ja que l'objectiu de Longinus es refereix a "l'essencial d'un estil noble i impressionant". A més, falta aproximadament un terç del tractat. La qüestió es complica encara més en adonar-nos que els escriptors antics, contemporanis de Longinus, no citen ni esmenten el tractat mai.

### Limitacions de l'escriptura
Malgrat l'aclamació crítica cap a Longinus, la seua escriptura està lluny de ser perfecta. L'entusiasme ocasional de Longinus crea certa confusió quant al significat del text. A més, el crític del s. XVIII Edward Burnaby Greene troba que Longinus, a voltes, és "massa refinat". Greene també afirma que l'enfocament de Longinus en les descripcions hiperbòliques és "particularment feble i mal aplicat". A vegades, Longinus també cau en una mena de "tediositat" en tractar els temes. El tractat també es limita en la seua concentració en la transcendència espiritual i la falta d'enfocament en la forma en què les estructures del llenguatge determinen els sentiments i pensaments dels escriptors. També és un tractat difícil d'explicar en un entorn acadèmic, donada la dificultat del text i la manca de "regles pràctiques educatives".

### Estil d'escriptura i retòrica

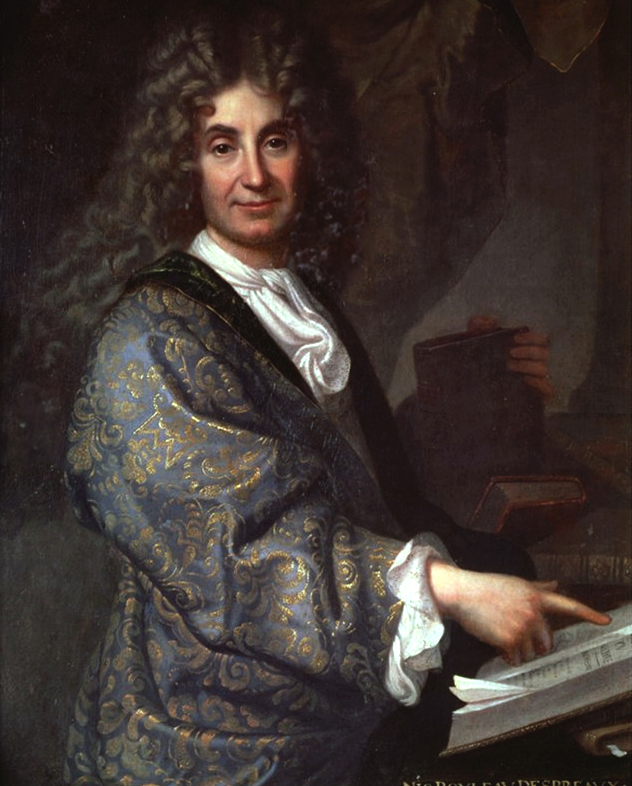
Nicolas Boileau: la seua traducció de l'obra fou clau per a la formació del gust barroc

Malgrat les falles, el tractat continua sent críticament reeixit a causa del seu "to noble", "preceptes aptes", "actitud judiciosa" i "interessos històrics". Una de les raons per les quals és improbable que els crítics antics coneguts escrigueren sobre l'obra és perquè el tractat és compost de manera molt diferent de qualsevol altra obra literària. Com que la fórmula retòrica de Longinus evita dominar el seu treball, la literatura continua sent "personal i fresca", única en la seua originalitat. Longinus es rebel·la contra la retòrica popular de l'època i ataca la teoria antiga en l'enfocament sobre una crítica detallada de paraules, metàfores i figures. En negar-se a jutjar els recursos com a entitats en si mateixos, Longinus promou l'apreciació dels recursos literaris pel que fa als passatges com un tot. És un cas rar per a un crític del seu temps: se centra més en la "grandesa d'estil" que en les "regles tècniques". Malgrat la seua crítica als texts antics, Longinus continua sent un "mestre de la sinceritat i la bona naturalesa". A més, l'autor inventa sorprenents imatges i metàfores, i escriu quasi líricament a vegades. En general, Longinus aprecia i fa ús de la dicció simple i les imatges audaces.
Pel que fa al llenguatge, l'obra és única perquè és una barreja d'expressions del grec hel·lenístic, a què se li agreguen construccions elevades, expressions tècniques, metàfores, formes clàssiques i rares que produeixen un pastitx literari al límit de l'experimentació lingüística.

### Influències

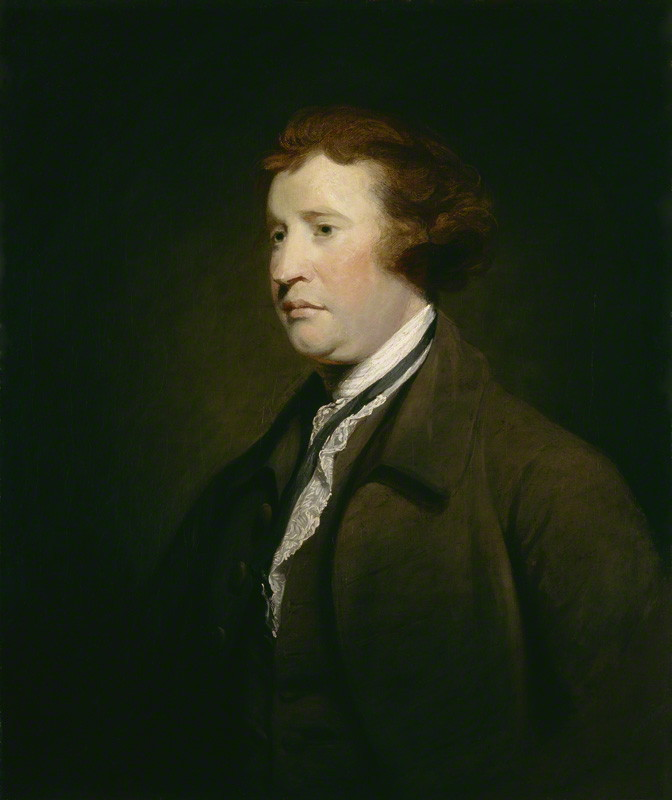
Edmund Burke segueix les idees del tractat

En llegir Sobre la sublimitat, els crítics han determinat que l'antic filòsof Plató era un "gran heroi" per a Longinus. No sols defensa a Plató, sinó que intenta elevar la seua posició literària en oposició a les crítiques dels seus contemporanis. Una altra influència en el tractat es pot trobar en les figures retòriques de Longinus, que es basen en les teories d'un escriptor del s. I ae, Cecili de Calactí.

## Crítica històrica i ús deSobre lasublimitat
- Segle X: el tractat original, abans de la traducció, es copia en un manuscrit medieval i s'atribueix a "Dionís o Longinus".[18]
- Segle XIII: un retòric bizantí fa referències fosques al que pot ser el text de Longinus.[16]
- Segle XVI: el tractat és ignorat pels estudiosos fins que és publicat per Francesco Robortello a Basilea, al 1554, i Niccolò da Falgano, al 1560.[18] El treball original s'atribueix a "Dionysius Longinus" i en la majoria d'estats europeus es fan traduccions del tractat.
- Segle XVII: els efectes sublims esdevenen el fi desitjat de gran part de l'art i la literatura del barroc i l'obra redescoberta de "Longinus" abasta mitja dotzena d'edicions al segle xvii. És la traducció de 1674 de Nicolas Boileau del tractat al francés el que realment comença la seua carrera en la història de la crítica. Malgrat la seua popularitat, alguns crítics afirmen que el tractat era massa "primitiu" per ser realment entés per una audiència "massa civilitzada" del segle xvii.
- Segle XVIII: la traducció de William Smith del 1739 va afegir fama a l'obra. El text de Longinus arriba a l'apogeu en popularitat.[16] A Anglaterra, els crítics consideren que els principis de composició i equilibri de Longinus només són secundaris en la Poètica d'Aristòtil. La recerca filosòfica d'Edmund Burke sobre l'origen de les nostres idees sobre la sublimitat, la bellesa i la crítica del poder del judici d'Immanuel Kant[19] estan en deute amb el concepte de sublimitat de Longinus, i la categoria passa al discurs intel·lectual. Com diu l'obra, "l'efecte del llenguatge elevat sobre una audiència no és persuasió sinó transport", un sentiment adequat per als pensadors i escriptors romàntics que van més enllà de la lògica, a les fonts de la sublimitat. Alhora, els romàntics senten un cert menyspreu per Longinus, per la seua associació amb les "regles" dels poetes clàssics. Aquest menyspreu és irònic, per la influència de Longinus en la configuració de la crítica del s. XVIII.[11]
- Segle XIX: a principis sorgeixen dubtes sobre l'autoria del tractat. Gràcies a l'erudit italià Amati, ja no s'assumeix que Cassi Longinus n'és l'escriptor. Simultàniament, la popularitat crítica del treball de Longinus disminueix molt; tot i que el treball encara està en ús pels estudiosos, rares vegades se cita. Malgrat la manca d'entusiasme públic, s'editen algunes traduccions de l'obra a la fi de segle.[16]
- Segle XX: el text és poc citat, però manté l'estatus, a part de la Poètica d'Aristòtil, com "la més deliciosa de totes les obres crítiques de l'antiguitat clàssica".[16] Vegeu també l'assaig de Neil Hertz sobre Longinus en El final de la línia. Hertz respon en part al llibre de Thomas Weiskel The Romantic Sublim, probablement el relat més influent de les actituds romàntiques britàniques i alemanyes cap a la sublimitat de Burke i Longinus.[20][21] Anne Carson i Louis Marin també tenen l'oportunitat de parlar sobre Longinus; i Harold Bloom i William J. Kennedy tenen escrits significatius sobre l'obra. William Carlos Williams també utilitza tres línies de l'obra com a epígraf del pròleg de Kora en l'infern.[22][23]

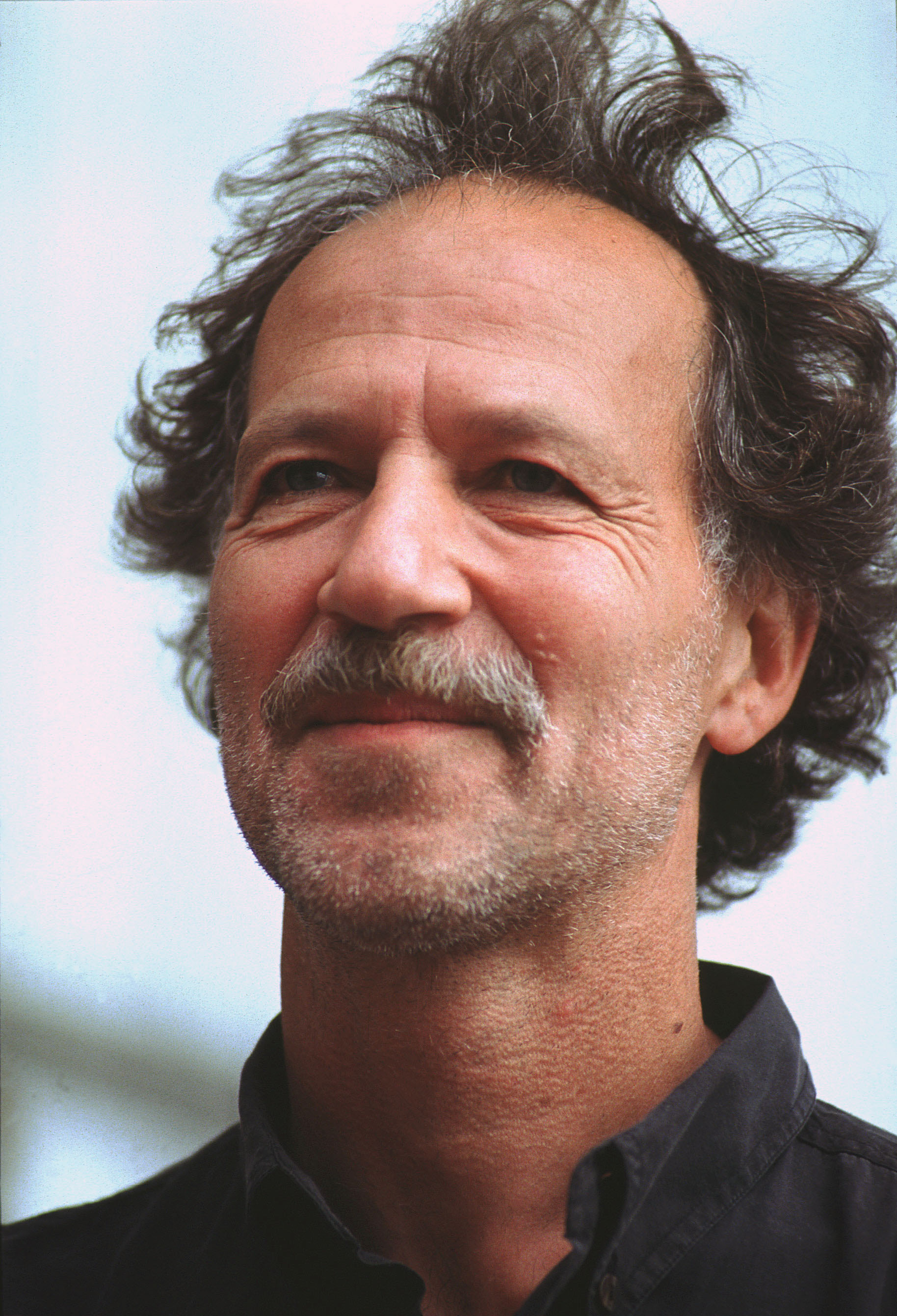
Werner Herzog s'identifica amb els plantejaments del tractat

El director de cinema alemany Werner Herzog afirma tenir afinitat amb l'obra de Longinus, en una xerrada titulada "Sobre l'absolut, la veritat sublim i extàtica", presentada a Milà. Herzog diu que pensa en Longinus com un bon amic i considera que les nocions d'il·luminació de Longinus tenen un paral·lel en alguns moments en les seues pel·lícules. I cita a Longinus: "Perquè la nostra ànima s'eleva fora de la natura mitjançant allò veritablement sublim, es balanceja amb els esperits elevats i s'ompli d'alegria orgullosa, com si hagués creat el que escolta".